# Fellegi István (színművész, 1904–1975)
Fellegi István (Rózsahegy, 1904. szeptember 6. – Komárom, 1975. szeptember 30.) rendező, igazgató.

## Pályafutása
Fellegi Alajos (1866–1936) festő és Luby Emma fia.
A komáromi Magyar Területi Színház egyik alapító tagja és annak első igazgatója volt 1952-től 1963-ig. Színre vitte Bródy Sándor A tanítőnő c. darabját. Színdarabokban is szerepelt, valamint rendezett és lefordított színműveket is magyar nyelvre. Jókai Mór Az aranyember c. művét dramatizálta és rendezte is. Fontos szerepe volt a magyar öntevékeny színjátszás megalapozásában. A Csemadok KB első főtitkára volt.
Közeli barátja volt Csemiczky László festő.

## Fontosabb rendezései
- Egri V.: Ének a romok felett
- Scribe: Egy pohár víz